# 唐荣枚
唐荣枚（1918年—2014年1月20日），女，湖南长沙人，中国女高音歌唱家、声乐教育家，曾任中央民族乐团首任团长，中国音乐家协会理事。